# 미라클☆트레인
미라클 트레인(ミラクル☆トレイン)은 유메타 컴퍼니가 제작한 일본의 애니메이션이다.

## 줄거리
오에도 선을 달리는 지하철 미라클 트레인은 이 열차를 탑승한 여성의 문제를 해결해주는 독특한 지하철. 무엇보다 오에도선의 각 역들이 모에화돼서 사람으로 나온다.

## 등장인물
- 롯폰기 후미

어떤 때는 이미 옛날에 사망한 사람(유령)이 도움을 청해오는 당혹스러움도... 아카리의 비밀을 가장 먼저 앎.
- 도초 사키

가출한 소녀의 새아빠 노릇을 임시로 해준다. 함께 네리마구의 테마파크인 도시마엔에도 간다.
- 신주쿠 린타로
- 시오도메 이쿠

철도 오타쿠에게 옛날 역의 잔해를 보여준다.
- 쓰키시마 이자요이

대재벌의 딸과 함께 쓰키시마 일대를 드라이브한다.
- 료고쿠 이쓰미

여점술사에게 료고쿠 역의 주변 풍경을 보여준다. 사극 충신장(아코번 무사들이 일으킨 사건)을 좋아한다.
- 기관사

가면을 쓴 수수께끼의 사나이.
- 아카리

소녀 열차 가이드. 본래는 승객이었는데 기억상실로 가이드가 되었다가 마지막에 기억을 되찾아 평상시의 생활로 돌아간다.
- 도쿠가와

열차에 탄 강아지.

## 같이 보기
- 도쿄 도 교통국 지하철 오에도 선